# Мурзабеков, Ибрагим Абукарович
Ибрагим Абукарович Мурзабеков (19 ноября 1937 года — 22 июня 2016 года.) — ингушский российский врач-травматолог, доктор медицинских наук, профессор. Заведующий кафедрой госпитальной хирургии ИнГУ, заслуженный врач Республики Ингушетия.

## Биография
Закончил мединститут в Ленинграде в 1965. С 1978 — кандидат медицинских наук. Несколько лет работал в Алжире, затем главным врачом ЦКБ Владикавказа. В 1983 году впервые повёл операцию протезирования (использовались вывезенные из Алжира французские протезы). С 1992 до конца жизни работал в Ингушской Республиканской Клинической Больнице, где возглавлял отделения. Входил в Российское Общество Хирургов.
Преподавал студентам-медикам травматологию и ортопедию, военно-полевую хирургию, медицину катастроф.

## Интересные факты
- Являлся первым ингушским профессором-медиком[3].
- Поднимался на Столовую гору[4].